# The Carpenters
The Carpenters – duet wokalny rodzeństwa Karen Anne Carpenter i Richarda Carpentera.
Richard studiował klasę fortepianu na Uniwersytecie Yale, Karen dobrze radziła sobie jako perkusistka. Rozpoczynali karierę muzyczną jako jazzowy zespół instrumentalny, a później próbowali szczęścia w efemerycznej grupie wokalnej Spectrum. Przełomowy okazał się rok 1968, kiedy próbne nagrania duetu Carpentes usłyszał Herb Alpert, prezes wydawnictwa A&M Records. Zaśpiewana wtedy wersja „Ticket To Ride”, przeboju The Beatles, wywołała zainteresowanie, natomiast interpretacja piosenki Burta Bacharacha – „Close To You” wyniosła ich na pierwsze miejsce listy przebojów.
Od tego momentu duet, którego charakterystyczne brzmienie opierało się na kontraltowym głosie Karen, doskonałych harmoniach wokalnych oraz eleganckiej produkcji, stworzył pokaźną liczbę przebojów, m.in.: „We've Only Just Begun”, „For All We Know”, „Rainy Days And Mondays”, „Superstar”, „It's Going To Take Some Time”, „Hurting Each Other”, „Goodbye To Love”, „Sing”, „Yesterday Once More”, „Top Of The World”, „Please Mr. Postman”, „Only Yesterday”. Płyta The Singles 1969–1973 została bestsellerem, rodzeństwo Carpenterów zdobyło trzykrotnie nagrodę Grammy, a w telewizji NBC prowadziło cykliczny program muzyczny Make Your Own Kind Of Music.
Pod koniec lat 70. problemy osobiste i zdrowotne zaważyły na dalszej karierze duetu. Karen zmarła po chorobie serca wywołanej anoreksją, natomiast Richard zmagał się z uzależnieniem od narkotyków i leków. Na kanwie ich historii powstał scenariusz do filmu The Karen Carpenter Story, którego konsultantem był Richard. Nieco cukierkowy obraz sceniczny duetu nie przeszkodził filmowi w odniesieniu światowej kariery. Wiele gwiazd największego formatu uważa Karen za pionierkę nowoczesnej muzyki popularnej w Stanach Zjednoczonych, a Richarda za klasycznego kompozytora.
Do inspiracji twórczością Carpenters przyznawali się m.in. Christina Aguilera, Alicia Keys, Beyoncé, Michael Jackson i Madonna.
Piosenka „Top Of The World” została wykorzystana w serialu Przyjaciele (Friends), a także w filmach Shrek 4 oraz Mroczne Cienie (Dark Shadows).

## Dyskografia

### Albumy studyjne
- 1969: Offering / Ticket to Ride – A&M AMLS 64205 / SP 4205
- 1970: Close to You – A&M SP 4271 / AMLS 998
- 1971: Carpenters – A&M SP 3502 / AMLS 63502
- 1972: A Song for You – A&M SP 3511 / AMLS 63511
- 1973: Now & Then – A&M SP 3519 / AMLH 63519
- 1975: Horizon – A&M SP 4530 / AMLK 64530
- 1976: A Kind of Hush – A&M SP 4581 / AMLK 64581
- 1977: Passage – A&M SP 4703 / AMLK 64703
- 1978: Christmas Portrait – A&M SP 3210 / AMLH 64726
- 1981: Made in America – A&M SP 3723 / AMLK 63723
- 1983: Voice of the Heart – A&M SP 4954 / AMLH 64954
- 1984: An Old-Fashioned Christmas – A&M SP 3270
- 1989: Lovelines – A&M AMA 3931
- 2001: As Time Goes By – A&M

### Albumy koncertowe
- 1974: Live in Japan – A&M GSW 301/2
- 1977: Live at the Palladium – A&M AMLS 68403

### Albumy kompilacyjne
- 1973: The Singles: 1969–1973 – A&M AMLH 63601 / SP 3601
- 1978: The Singles: 1974–1978 – A&M AMLT 19748
- 1985: Yesterday Once More – A&M SING1
- 1990: Only Yesterday – A&M
- 1995: Interpretations – A&M
- 1997: Love Songs – A&M
- 1998: Reflections – A&M
- 1998: Love Songs – A&M
- 2000: The Singles: 1969-1981 – A&M
- 2000: Gold. Greatest Hits – A&M
- 2002: The Essential Collection: 1965–1997 – A&M
- 2003: Carpenters Perform Carpenter – A&M
- 2004: Gold: 35th Anniversary Edition – A&M
- 2006: The Ultimate Collection – A&M
- 2009: 40/40 – A&M

### Single
- 1969: „Ticket to Ride” / „Your Wonderful Parade” – A&M 1142
- 1970: „(They Long to Be) Close to You” / „I Kept on Loving You” – A&M 1183
- 1970: „We've Only Just Begun” / „All of My Life” – A&M 1217
- 1970: „Merry Christmas Darling” / „Mr. Guder” – A&M 1236
- 1971: „For All We Know” / „Don't Be Afraid” – A&M 1243
- 1971: „Rainy Days And Mondays” / „Saturday” – A&M 1260
- 1971: „Superstar” / „Theme from Bless the Beasts and Children” – A&M 1289
- 1971: „Hurting Each Other” / „Maybe It's You” – A&M 1322
- 1972: „It's Going To Take Some Time” / „Flat Baroque” – A&M 1351
- 1972: „Goodbye To Love” / „Crystal Lullaby” – A&M 1367
- 1973: „Sing” / „Druscilla Penny” – A&M 1413
- 1973: „Yesterday Once More” / „Road Ode” – A&M 1446
- 1973: „Top Of The World” / „Heather” – A&M 1468
- 1973: „Jambalaya (On The Bayou)” / „Mr. Guder” – A&M AMS 7098 (UK)
- 1974: „I Won't Last A Day Without You” / „One Love” – A&M 1521
- 1974: „Please Mr. Postman” / „This Masquerade” – A&M 1646
- 1974: „Santa Claus Is Coming To Town” / „Merry Christmas, Darling” – A&M 1648
- 1975: „Only Yesterday” / „Happy” – A&M 1677
- 1975: „Solitaire” / „Love Me for What I Am” – A&M 1721
- 1976: „There's A Kind Of Hush (All Over The World” / „(I'm Caught Between) Goodbye and I Love You)” – A&M 1800
- 1976: „I Need To Be In Love” / „Sandy” – A&M 1828
- 1976: „Goofus” / „Boat to Sail” – A&M 1859
- 1976: „Goofus” / „Breaking Up Is Hard to Do” – A&M 17 247 AT (Niemcy)
- 1977: „All You Get From Love Is A Love Song” / „I Have You” – A&M 1940
- 1977: „Calling Occupants Of Interplanetary Craft” / „Can't Smile Without You” – A&M 1978
- 1977: „Christmas Song (Chestnuts Roasting on an Open Fire)” / „Merry Christmas, Darling” – A&M 1991
- 1978: „Sweet Sweet Smile” / „I Have You” – A&M 2008
- 1978: „I Believe You” / „B'wana, She No Home” – A&M 2097
- 1981: „Touch Me When We're Dancing” / „Because We ARe in Love (The Wedding Song)” – A&M 2344
- 1981: „(Want You) Back In My Life Again” / „Somebody's Been Lyin'” – A&M 2370
- 1981: „Those Good Old Dreams” / „When It's Gone (It's Just Gone)” – A&M 2386
- 1982: „Beechwood 4-5789” / „Two Sides” – A&M 2405
- 1983: „Make Believe It's Your First Time” / „Look to Your Dreams” – A&M 2585
- 1984: „Your Baby Doesn't Love You Anymore” / „Sailing on the Tide” – A&M 2620
- 1984: „Now” / „Look to Your Dreams” – A&M 166
- 1984: „Little Altar Boy” / „Do You Hear What I Hear” – A&M 2700
- 1986: „Honolulu City Lights” / „I Just Fall in Love Again” – A&M 886677
- 1991: „Let Me Be The One” – A&M 750217308-2 (CD promo)